# Портрет Фердинанда Фёдоровича Винцингероде
«Портрет Фердинанда Фёдоровича Винцингероде» — картина Джорджа Доу и его мастерской из Военной галереи Зимнего дворца.
Картина представляет собой погрудный портрет генерала от кавалерии Фердинанда Фёдоровича Винцингероде из состава Военной галереи Зимнего дворца.
Во время Отечественной войны 1812 года генерал-майор Винцингероде командовал Обсервационным корпусом на прикрытии направлений от Смоленска и Москвы в сторону Санкт-Петербурга и организовывал кавалерийские летучие отряды, действовавшие на коммуникациях Великой армии. Был захвачен в плен войсками Наполеона, но при следовании в тыл французской армии был отбит русским партизанским отрядом. В конце 1812 года произведён в генерал-лейтенанты. В Заграничных походах командовал 2-м пехотным корпусом, отличился в бою при Калише, а за Битву народов под Лейпцигом получил чин генерала от кавалерии.
Изображён в генеральском мундире, введённом для кавалерийских генералов 6 апреля 1814 года, с генерал-адъютантским аксельбантом и вензелями императора Александра I на эполетах. На шее крест ордена Св. Георгия 2-го класса; справа на груди серебряная медаль «В память Отечественной войны 1812 года» на Андреевской ленте, кресты австрийского Военного ордена Марии Терезии 3-й степени и сардинского ордена Святых Маврикия и Лазаря, звёзды орденов Св. Александра Невского, Св. Георгия 2-го класса и Св. Владимира 1-й степени, а также знак шведского Военного ордена Меча 2-й степени. На фоне частично показан пейзаж, что нехарактерно для большинства других портретов из Военной галереи. Подпись на раме с ошибкой в фамилии: Баронъ Ф. Ф. Винценгероде, Генер. отъ Кавалерiи.

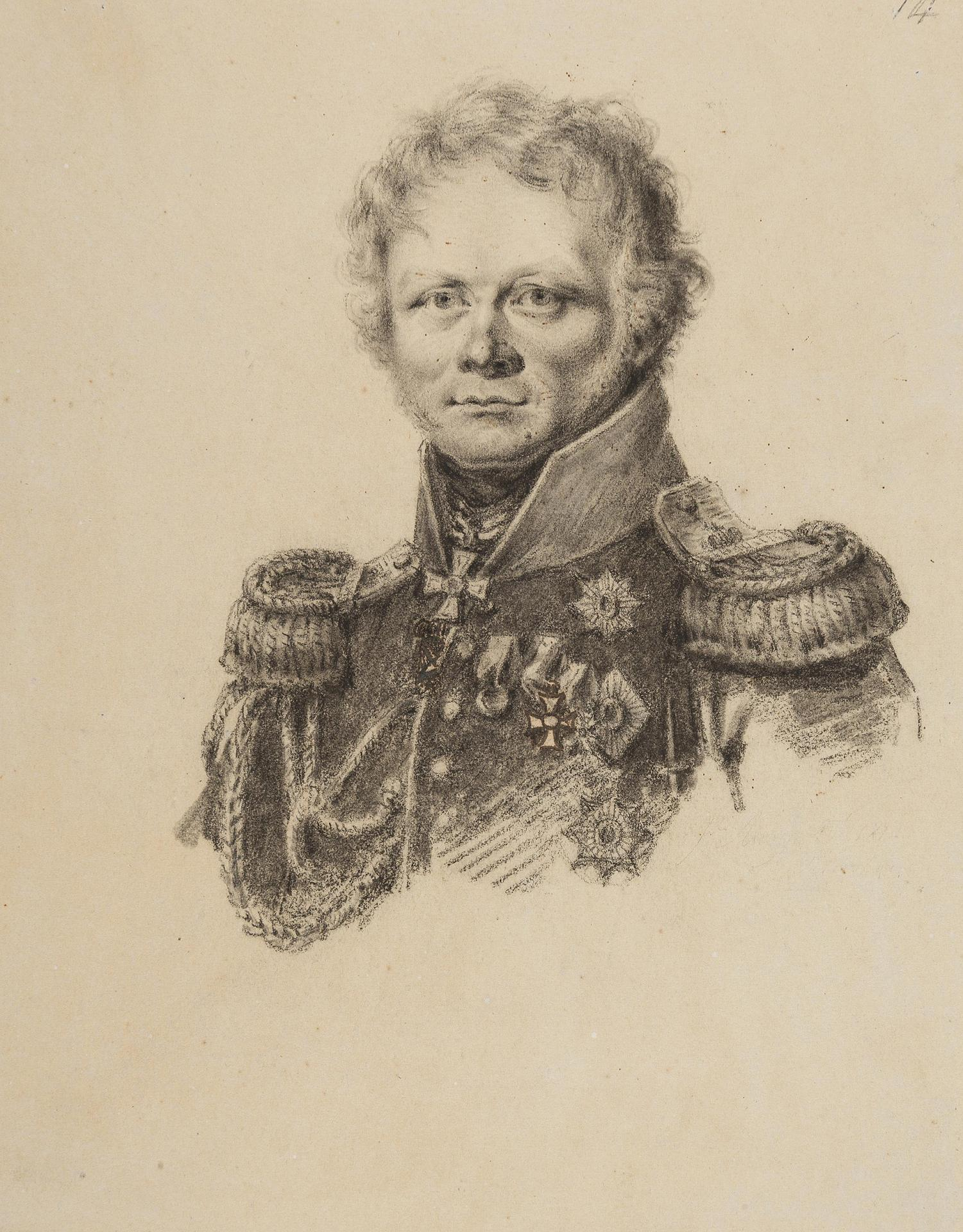
Рисунок Л. Де Сент-Обена. 1814 год.

12 июня 1822 года император Александр I повелел написать его портрет. Поскольку Винцингероде умер летом 1818 года, ещё до приезда Доу в Россию, то должен существовать портрет-прототип, на котором основывался художник в работе над галерейным портретом. По всей вероятности, таким прототипом является рисунок Луи де Сент-Обена, датированный 1814 годом и композиционно очень близкий к работе Доу; этот рисунок также находится в собрании Эрмитажа (бумага, карандаш, чёрный мел, 23,5 × 18 см; инвентарный № ОР-18936). Готовый портрет был принят в Эрмитаж 7 сентября 1825 года.
В. К. Макаров счёл этот портрет совершенно лишённым сходства с типичными работами Доу. Хранитель британской живописи в Эрмитаже Е. П. Ренне поддержала его мнение.